# Christophe Heral
Pour les articles homonymes, voir Héral.
Christophe Heral est un compositeur et designer sonore français pour le cinéma, notamment d'animation, la télévision et le jeu vidéo. Il est né à Montpellier le 24 novembre 1960. Il est le frère du batteur de jazz Patrice Héral.

## Biographie
Christophe Heral commence l'apprentissage de la musique à l'adolescence, d'abord la guitare puis prend des cours de composition à l'âge de 17 ans. En 1985 il crée sa première bande originale pour un court métrage d'animation, genre pour lequel il travaille ensuite de plus en plus, pour la télévision comme pour le cinéma. En 1999 il est recommandé par Hubert Chevillard à Michel Ancel qui cherche un compositeur venu du 7e art pour son prochain jeu, Beyond Good and Evil.
Il travaille avec Jean-François Laguionie et composera la musique de deux de ses longs-métrages, l'île de Black Mor et dernièrement le Voyage du Prince, film co-réalisé avec Xavier Picard
En parallèle de ses créations pour l'animation il continue à collaborer avec Michel Ancel, notamment en composant les musiques des jeux Rayman Origins et Rayman Legends  avec Ubisoft Montpellier pour Le Secret de la Licorne, travaille sur Beyond Good & Evil 2 et Wild.

## Compositions
Cette section ne s'appuie pas, ou pas assez, sur des sources secondaires ou tertiaires indépendantes du sujet.

Pour l'améliorer, ajoutez-en, ou placez des modèles {{Source secondaire souhaitée}} ou {{Source secondaire nécessaire}} sur les passages mal sourcés. (janvier 2023)

### Cinéma
- 1985 : Portraits
- 1988 : Pépère et Mémère, prix film pour la jeunesse Festival Marly-le-Roi 89
- 1991 : Le Chaos Immobile
- 1991 : I Love You My Cerise, prix premières œuvre, mention pour la musique Festival Marly-le-Roi 92
- 1994 : Petit Jeune Fille dans Paris, Grand Prix Festival Marly-le-Roi prix Zagreb
- 2003 : Picore, prix meilleur film d'animation Festival international du court métrage de Clermont-Ferrand 2004
- 2003 : Temps de cuisine, coup de cœur Sacem e-Magiciens 2003
- 2003 : Le Trésor du têtard salé, prix spécial jury Festival international du film d'animation d'Annecy
- 2004 : Mademoiselle Bérangère
- 2004 : La Première Fois
- 2004 : Le Vieux
- 2004 : Poteline
- 2004 : L'Île de Black Mór
- 2005 : La Pauvre Histoire d'un maraud
- 2005 : Eaux fortes
- 2005 : Le Bon Numéro (court-métrage)
- 2005 : A morta
- 2006 : Bouts en train, prix Zagreb, Festival de cinéma Indépendance(s) et Création d'Auch 2007
- 2007 : Mitoyennetés
- 2007: Cocktail, petits fours et dents pointues
- 2007 : Poisson Lune
- 2007 : MAO
- 2007 : La Queue de la souris, cartoon d'or 2008
- 2007 : Migration assistée, coup de cœur e-Magiciens 2006, prix du public Festival international du film d'animation de Stuttgart 2007
- 2008 : Soleil noir
- 2008 : Nouveau Régime
- 2008 : Mamie Nano, prix Beaumarchais SACD 2008
- 2008 : L'Ondée
- 2009 : Filéas Frog
- 2009 : Kérity, la maison des contes
- 2011 : Chienne d'histoire, (Sound Design et Mixage) Palme d'or du court métrage
- 2011 : la Douce , grand prix AFCA, Prix Sacem
- 2013 : Pasta Ya
- 2014 : Tigres à la queue leu leu
- 2015 : Peripheria
- 2015 : Le Fil d'Ariane
- 2017 : Il s'est passé quelque chose
- 2019 : Bach Hong
- 2019 : Au pays des aurores boréales
- 2019 : Le Voyage du prince
- 2020 : SuperMarlene
- 2020 : le Do de la cuillere
- 2021 : the Secrets of Radha
- 2021 : Louise et le serpent à plumes
- 2023 : Le petit commerce

### Télévision
- 1992 : Les Histoires de la maison bleue (26 × 13 min)
- 1994 : Guano! (52 × 1 min)
- 1994 : L'Histoire de Noël (52 min)
- 1995 : le Père Noël et les enfants du désert (52 min)
- 1996 : La Tête à Toto (110 × 8 min)
- 1996 : PIKTO (140 × 1 min)
- 1997 : Lava-lava ! (4 × 6 min)
- 1999 : entre chien et chat (140 × 1 min)
- 1999 : Debout les Zouzous, générique
- 2001 : Les Voyages extraordinaires de Jules Verne (5 × 52 min), 7 d'or 2001
  - Le Tour du monde en 80 jours
  - La Jangada
  - César Cascabel
  - L'Étoile du sud
  - Voyage au centre de la Terre
- 2004 : Un cadeau pour la vie (26 min)
- 2004 : L'oiseau Do]' (26 min), prix cartoon on the Bay 2005
- 2005 : Petit Wang (26 min), meilleur filmTV  Annecy 2006
- 2005 : Fafa (700 × 8 min)
- 2006 : Alpha Beta (26 min)
- 2008 : La Clé (26 min)
- 2015 : Tigres à la queue leu leu (8 min)
- 2015 : Habillage ARTE Court Circuit, ARTE JOurnal

### Jeux vidéo
- 2003 : Beyond Good and Evil
- 2011 : Rayman Origins
- 2011 : Le Secret de la Licorne
- 2013 : Rayman Legends
- 2022 : Foretales
- N.C. : Beyond Good and Evil 2
- 2023 : DLC Mario Rabbids & Rayman